# Doryodes reineckei
Doryodes reineckei  (лат.) — вид бабочек-совок рода Doryodes из подсемейства ленточниц (Catocalinae). Эндемики Северной Америки.

## Распространение
Северная Америка (атлантическое побережье): США, Алабама, Луизиана, Миссисипи.

## Описание
Бабочки мелких размеров с заострёнными к вершине передними крыльями. Сходен с близким видом Doryodes latistriga, но отличается строением гениталий. Размах передних крыльев самцов 15-17 мм, самок 17-20 мм. Передние крылья желтовато-коричневые; имеют продольные полосы. Усики самцов — гребенчатые. Брюшко вытянутое, глаза округлые, оцеллии отсутствуют. Вид был впервые описан в 2015 году американскими энтомологами Дональдом Лафонтенем (J. Donald Lafontaine, Agriculture and Agri-Food Canada, Оттава, Канада) и Боллингом Салливаном (J. Bolling Sullivan; Beaufort, США) и назван в честь энтомолога John P. Reinecke (USDA), исследователя кишечника гусениц бабочек.